# Argulus flavescens
Argulus flavescens är en kräftdjursart som beskrevs av C. B. Wilson 1916. Argulus flavescens ingår i släktet Argulus och familjen karplöss. Inga underarter finns listade i Catalogue of Life.